# Ніколаєвськ (Волгоградська область)
Нікола́євськ (рос. Николаевск) — місто (з 1967) в Росії, адміністративний центр Ніколаєвського району Волгоградської області.
Населення — 17 100 осіб (2010).

## Географія
Місто розташовано на лівому березі Волги, за 190 км від Волгограда, навпроти Камишина.

## Історія
24 лютого 1747 Сенат видав Указ про будівництво соляних сховищ на лівому березі Волги та підкреслює, де брати «бажаючих людей» на видобуток Ельтонської солі. Указ для виконання відписується підполковнику Миколі Федоровичу Чемодурову, якого можна вважати засновником слободи Николаєвської. Розвиток торгівлі, промислів і ремесел вже до кінця XIX століття зробили з простого чумацького хутірця крупного постачальника сільськогосподарської продукції, центр купецьких зв'язків, переробної промисловості.
У 1919–1928 Ніколаєвськ був центром Ніколаєвського повіту.
Ніколаєвський район — батьківщина п'ятьох Героїв Радянського Союзу.
Статус міста Ніколаєвську було надано 29 червня 1967.

## Культура
З 1 січня 2008 на рівень міського поселення міста Ніколаєвськ передані ККЗ «Космос» і центральна дитяча бібліотека, 2 міських бібліотечних філіали і частина чисельності штату та майна центральної районної бібліотеки. Нині ці заклади реорганізовано в центр культури й дозвілля «Исток». На рівні району залишились такі заклади — МУ «Об'єднання муніципальних закладів культури» Ніколаєвського муніципального району, «Дитяча музична школа ім. Г. В. Свиридова»; «Дитяча школа мистецтв»

## Відомі уродженці
- Юрій Малишев — радянський космонавт.
- Микола Гусаров — радянський партійний діяч.
- Євген Николко (нар. 1944) — заслужений тренер Росії зі спортивної гімнастики.
- Зінченко Петро Іванович — український радянський психолог